# Bahrain McLaren/2020
Deze pagina geeft een overzicht van de Bahrain McLaren UCI World Tour-wielerploeg in 2020.

## Algemeen
Algemeen manager: Rod Ellingworth
Teammanager: Roger Hammond
Ploegleiders: Tim Harris, Tristan Hoffman, Vladimir Miholjević, Franco Pellizotti, Gorazd Štangelj, Alberto Volpi
Fietsen: Merida
Banden: Continental AG
Onderdelen: Shimano
Wielen: Fulcrum

## Renners
| Naam                | Geboortedatum | Nationaliteit       | Ploeg 2019                    |
| ------------------- | ------------- | ------------------- | ----------------------------- |
| Yukiya Arashiro     | 22-09-1984    | Japan               |                               |
| Enrico Battaglin    | 17-11-1989    | Italië              | Team Katjoesja Alpecin        |
| Phil Bauhaus        | 08-06-1994    | Duitsland           |                               |
| Peio Bilbao         | 25-02-1990    | Spanje              | Astana Pro Team               |
| Grega Bole          | 13-08-1985    | Slovenië            |                               |
| Santiago Buitrago   | 26-09-1999    | Colombia            | onbekend                      |
| Eros Capecchi       | 13-06-1986    | Italië              | Deceuninck–Quick-Step         |
| Damiano Caruso      | 12-10-1987    | Italië              |                               |
| Mark Cavendish      | 21-05-1985    | Verenigd Koninkrijk | Team Dimension Data           |
| Sonny Colbrelli     | 17-05-1990    | Italië              |                               |
| Scott Davies        | 05-08-1995    | Verenigd Koninkrijk | Team Dimension Data           |
| Feng Chun-kai       | 02-11-1988    | Taiwan              |                               |
| Iván García         | 20-11-1995    | Spanje              |                               |
| Marco Haller        | 01-04-1991    | Oostenrijk          | Team Katjoesja Alpecin        |
| Heinrich Haussler   | 25-02-1984    | Australië           |                               |
| Kevin Inkelaar      | 08-07-1997    | Nederland           | Groupama-FDJ Continental Team |
| Mikel Landa         | 13-12-1989    | Spanje              | Movistar Team                 |
| Matej Mohorič       | 19-10-1994    | Slovenië            |                               |
| Domen Novak         | 12-07-1995    | Slovenië            |                               |
| Mark Padoen         | 06-07-1996    | Oekraïne            |                               |
| Hermann Pernsteiner | 07-08-1990    | Oostenrijk          |                               |
| Luka Pibernik       | 23-10-1993    | Slovenië            |                               |
| Wout Poels          | 01-10-1987    | Nederland           | Team INEOS                    |
| Marcel Sieberg      | 30-04-1982    | Duitsland           |                               |
| Dylan Teuns         | 01-03-1992    | België              |                               |
| Jan Tratnik         | 23-02-1990    | Slovenië            |                               |
| Rafael Valls        | 25-06-1987    | Spanje              | Movistar Team                 |
| Stephen Williams    | 09-06-1996    | Verenigd Koninkrijk |                               |
| Alfred Wright       | 13-06-1999    | Verenigd Koninkrijk | onbekend                      |

### Vertrokken
| Renner             | Geboortedatum | Nationaliteit | Ploeg 2020                |
| ------------------ | ------------- | ------------- | ------------------------- |
| Valerio Agnoli     | 06-01-1985    | Italië        | onbekend                  |
| Rohan Dennis       | 28-05-1990    | Australië     | Team INEOS                |
| Andrea Garosio     | 06-12-1993    | Italië        | D'Amico Utensilnord       |
| Kristjan Koren     | 25-11-1986    | Slovenië      | geschorst per 15 mei 2019 |
| Antonio Nibali     | 23-09-1992    | Italië        | Trek-Segafredo            |
| Vincenzo Nibali    | 14-11-1984    | Italië        | Trek-Segafredo            |
| Domenico Pozzovivo | 30-11-1982    | Italië        | NTT Pro Cycling           |
| Wang Meiyin        | 26-12-1988    | China         | Hengxiang Cycling Team    |

## Overwinningen
| Nationale kampioenschappen wielrennen Spanje - tijdrit: Peio Bilbao Ronde van Saoedi-Arabië 3e etappe: Phil Bauhaus 5e etappe: Phil Bauhaus Eindklassement: Phil Bauhaus Ronde van Valencia Ploegenklassement: *1) Ruta del Sol 5e etappe: Dylan Teuns Parijs-Nice 3e etappe: Iván García Route d'Occitanie 2e etappe: Sonny Colbrelli Circuito de Getxo Damiano Caruso Ronde van Burgos Puntenklassement: Mikel Landa | Ronde van Italië 16e etappe: Jan Tratnik |  |

*1) Ploeg Ronde van Valencia: Colbrelli, García, Koren, Mohorič, Pernsteiner, Teuns, Tratnik
2017 · 2018 · 2019 · 2020 · 2021 · 2022 · 2023 · 2024 · 2025
AG2R-La Mondiale · Astana Pro Team · Bahrain McLaren · BORA-hansgrohe · CCC Team ·  Cofidis, Solutions Crédits · Deceuninck–Quick-Step · EF Education First · Groupama-FDJ · Israel Start-Up Nation · Lotto Soudal · Mitchelton-Scott · Movistar Team ·  NTT Pro Cycling · Team INEOS · Team Jumbo-Visma · Team Sunweb · Trek-Segafredo · UAE Team Emirates